# Strumento traspositore

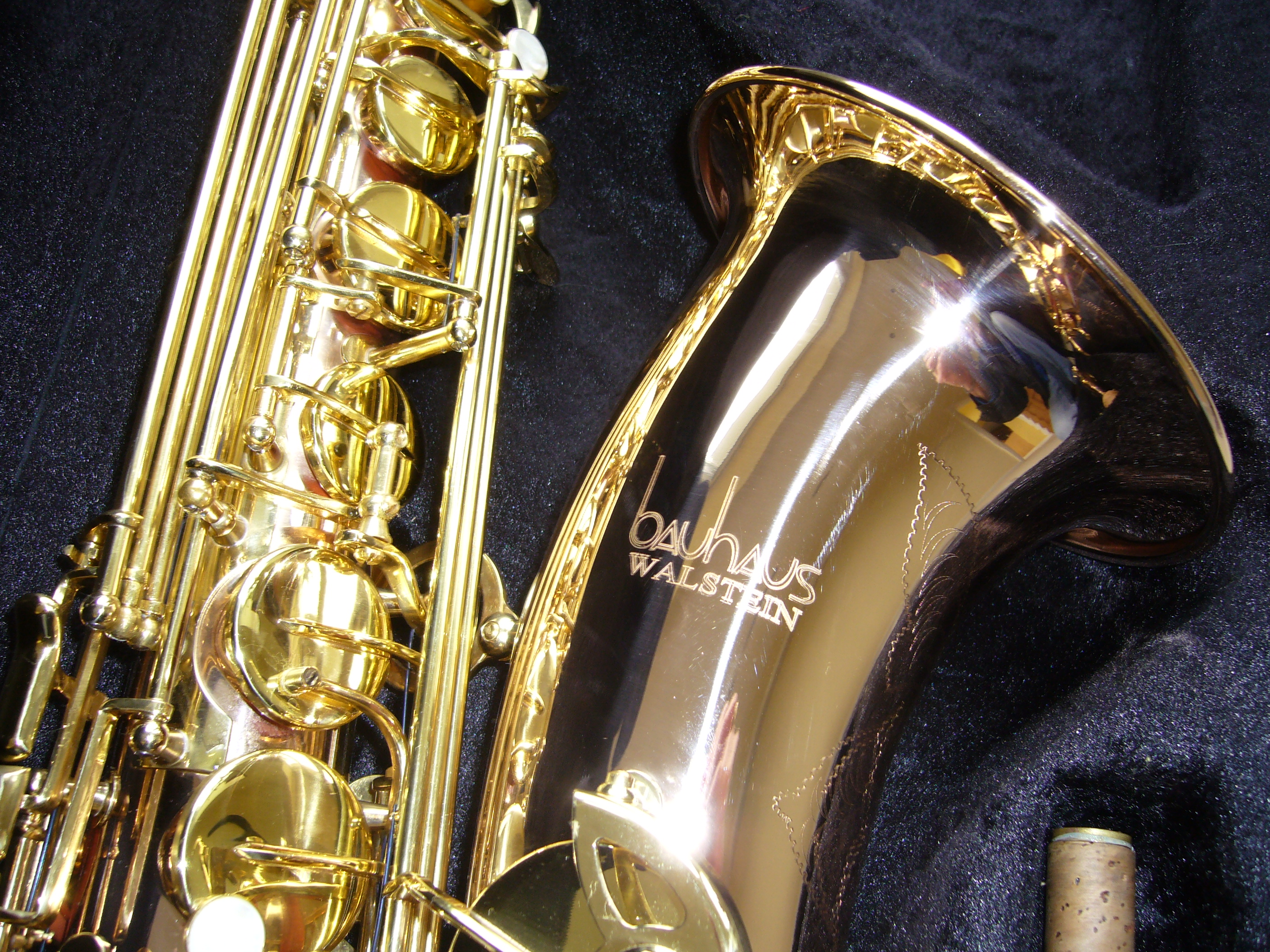
Sassofono tenore; essendo questo strumento intonato in Si♭, le note prodotte dall'esecutore suoneranno un tono sotto rispetto a quanto scritto

Uno strumento traspositore è uno strumento musicale che produce note reali diverse da quelle scritte sulla sua parte.
Osservando una partitura per orchestra o banda, si osserverà che in un passaggio all'unisono, gli strumenti traspositori hanno una notazione diversa dagli altri: la stessa nota d'effetto (Do, ad esempio) può essere scritta Re, La, Sol o in altre posizioni. Inoltre l'armatura di chiave (i diesis e i bemolli presenti in chiave) è diversa. Ciò avviene perché questi strumenti seguono una convenzione di lettura diversa.

## Origine storica
Questa apparente complicazione ha una motivazione storica, che va ricercata nei ritorti applicati anticamente agli ottoni (ai corni in particolare) per abbassarne il diapason. Quando vedeva scritto un Do, lo strumentista produceva la "nota fondamentale" del suo strumento (che era uguale al "Do" del clavicembalo): dovendo eseguire una composizione in un'altra tonalità e non avendo in mano uno strumento cromatico, il cornista doveva "allungare" lo strumento applicando un ritorto più lungo: producendo lo stesso armonico che abbiamo chiamato "nota fondamentale", usciva un suono più grave (e adatto alla nuova composizione). Visto che l'azione fisica del musicista era sempre uguale a se stessa (cioè produrre la "nota fondamentale") sembrò logico adottare anche una uniformità di scrittura, scrivendo sempre lo stesso do con significato convenzionale di "nota fondamentale" indifferentemente dal ritorto applicato. Il ritorto necessario veniva prescritto a chiare lettere all'inizio della parte.
L'uso di ritorti, come la costruzione di strumenti tagliati in determinate tonalità, determinava una leggera modificazione nel timbro dello strumento stesso: ad esempio, il clarinetto in Si bemolle ha un timbro più scuro e caldo del clarinetto in Do (più corto e più leggero, oggi preferito nella musica klezmer e nel ballo liscio italiano proprio per il timbro più squillante). Con l'evoluzione storica dello strumento, alcuni tagli presero il sopravvento sia per praticità di uso (proporzioni ergonomiche) sia per le caratteristiche timbriche.

## Vantaggi della convenzione
Questo tipo di convenzione si applica oggi ad innumerevoli strumenti a fiato e permette all'esecutore di cambiare strumento (all'interno della stessa famiglia) facendo sempre corrispondere ad una nota scritta la stessa posizione delle dita, indipendentemente dal risultato reale. Ad esempio, tutti i sassofoni si scrivono nella stessa maniera anche se il "Do centrale" di un sassofono soprano è di fatto due ottave e mezza più acuto di un "Do centrale" del tubax. Lo strumentista in tutti e due i casi ha di fronte a sé un "Do", usa la stessa posizione delle dita ed usa lo stesso approccio nei confronti della nota (che in tutti e due i casi richiede una quantità di aria proporzionalmente piccola, è di facile emissione ed è tendenzialmente calante ma molto sensibile alla correzione di labbro). Tutti questi parallelismi tra due note che sul pianoforte risultano così lontane hanno fatto la fortuna di questo sistema di notazione apparentemente "difficile".
Lo studioso, messo davanti ad una partitura trasposta, farà fatica a capire se un passaggio è all'unisono o armonizzato (ad esempio) o a fare un'analisi armonica "verticale". In compenso (grazie all'omogeneità di scrittura e di diteggiatura tra strumenti della stessa famiglia) può individuare molto più rapidamente tutte le caratteristiche melodiche ("orizzontali") dei suoni scritti, conoscere a prima vista la loro posizione nell'estensione dello strumento (grave-medio-acuto), individuarne quindi il timbro (soffocato-forzato-brillante), le possibilità dinamiche (le note estreme dell'estensione sono meno flessibili), le tendenze di intonazione, la facilità di emissione, le possibilità di articolazione, le difficoltà tecniche, la possibilità di eseguire trilli, tremoli e glissati, eccetera.

## Casi particolari
I timpani venivano anticamente trattati come strumenti traspositori, indicando convenzionalmente con Do la tonica del brano e con Sol la dominante. Questa scrittura è stata superata dall'evoluzione stilistica della musica (per cui i termini di tonica e dominante hanno perso di significato), dall'evoluzione nell'uso dello strumento (non più solo sui due gradi fondamentali) e dall'adozione del meccanismo a pedale che permette un rapido cambio di intonazione dello strumento durante il brano e quindi richiede una notazione adeguata: quella a note reali in chiave di basso.
I corni sono stati scritti come strumenti traspositori impiantati nella tonalità del brano fino ad Ottocento inoltrato, quando l'adozione dei pistoni aveva già reso obsolete le vecchie ritorte per lasciare il posto al corno in Fa o doppio in Si♭/Fa. Il cornista deve quindi essere pronto tutt'oggi ad eseguire col corno in Fa parti scritte per strumenti in Re, in La eccetera. Siccome le caratteristiche timbriche con questa pratica variano di molto (una parte originale per corno "in Do acuto" è estremamente alta e forzata per un corno in Fa), si usano talvolta ricostruzioni di corni naturali (con ritorte) per l'esecuzione di musica precedente all'Ottocento.
Alcuni strumenti sono traspositori di ottava: questo significa che le loro note vengono scritte un'ottava più in alto o più in basso rispetto al suono reale, per evitare parti scritte con troppi tagli addizionali e quindi scomode da leggere (e da scrivere). Si tratta della chitarra, del contrabbasso, del controfagotto, dell'ottavino, della celesta e diversi altri. Le alterazioni in chiave non subiscono nessuna modificazione.

## Le "chiavi antiche"
Compito del compositore è quello di segnare le note con la giusta trasposizione per ogni strumento, modificando opportunamente l'armatura in chiave. Leggendo la partitura al pianoforte bisognerà compiere il percorso inverso, riportando la notazione convenzionale a quella "standard" in do. Per fare questo un utile mezzo è quello delle cosiddette chiavi antiche. Si sostituisce mentalmente la chiave presente all'inizio del rigo con quella più opportuna all'interno del setticlavio: la nota scritta in una determinata posizione assume così il nome della nota "reale". Per leggere, ad esempio, la parte di uno strumento tagliato in si bemolle si può immaginare la chiave di tenore, per uno tagliato in mi bemolle la chiave di basso e così via. Con un ulteriore passaggio mentale si trasporta la nota di ottava fino ad arrivare alla nota d'effetto.

Il clarinetto piccolo in Mi♭, ad esempio, si scrive in chiave di violino una terza minore sopra con tre diesis in più. La "chiave antica" per leggere gli strumenti in Mi♭ è quella di basso, ma è sbagliato dire che il clarinetto piccolo (uno degli strumenti più acuti dell'orchestra) si scrive in chiave di basso! Per eseguire al pianoforte i suoni reali bisogna sostituire mentalmente la chiave di violino con quella di basso, aggiungere tre bemolli e trasportare il tutto due ottave sopra.

Alcuni esecutori suonano i loro strumenti traspositori effettuando direttamente questa sostituzione e chiamando così ogni nota col suo nome "reale". Anche chi adotta la convenzione degli strumenti traspositori è generalmente in grado di dire in ogni momento quale nota reale sta suonando.